# X Giochi del Commonwealth Britannico
I X Giochi del Commonwealth Britannico si tennero a Christchurch (Nuova Zelanda) tra il 24 gennaio e il 2 febbraio 1974. Vi parteciparono 38 nazioni, 21 delle quali ottennero almeno una medaglia, con un totale di 1276 atleti impegnati.

## Sport
I Giochi del Commonwealth Britannico del 1974 hanno compreso un totale di 10 sport. Le discipline generali affrontate dagli atleti sono state le seguenti:
- Atletica leggera
- Badminton
- Ciclismo
  -  Ciclismo su strada
  -  Ciclismo su pista
- Lawn bowls
- Lotta
- Pugilato
- Sollevamento pesi
- Sport acquatici
  -  Nuoto
  -  Nuoto sincronizzato
  -  Tuffi
- Tiro
  - Fucile
  - Fucile a canna liscia
  - Pistola

## Nazioni partecipanti
Le nazioni partecipanti sono state (in grassetto quelle che hanno partecipato per la prima volta):
- Australia
- Barbados
- Bermuda
- Botswana
- Canada
- Isole Cook
- Inghilterra
- Figi
- Ghana
- Gibilterra
- Grenada
- Guernsey
- Hong Kong
- India
- Isola di Man
- Giamaica
- Isola di Jersey
- Kenya
- Lesotho
- Malawi
- Malaysia
- Mauritius
- Nuova Zelanda
- Nigeria
- Irlanda del Nord
- Papua Nuova Guinea

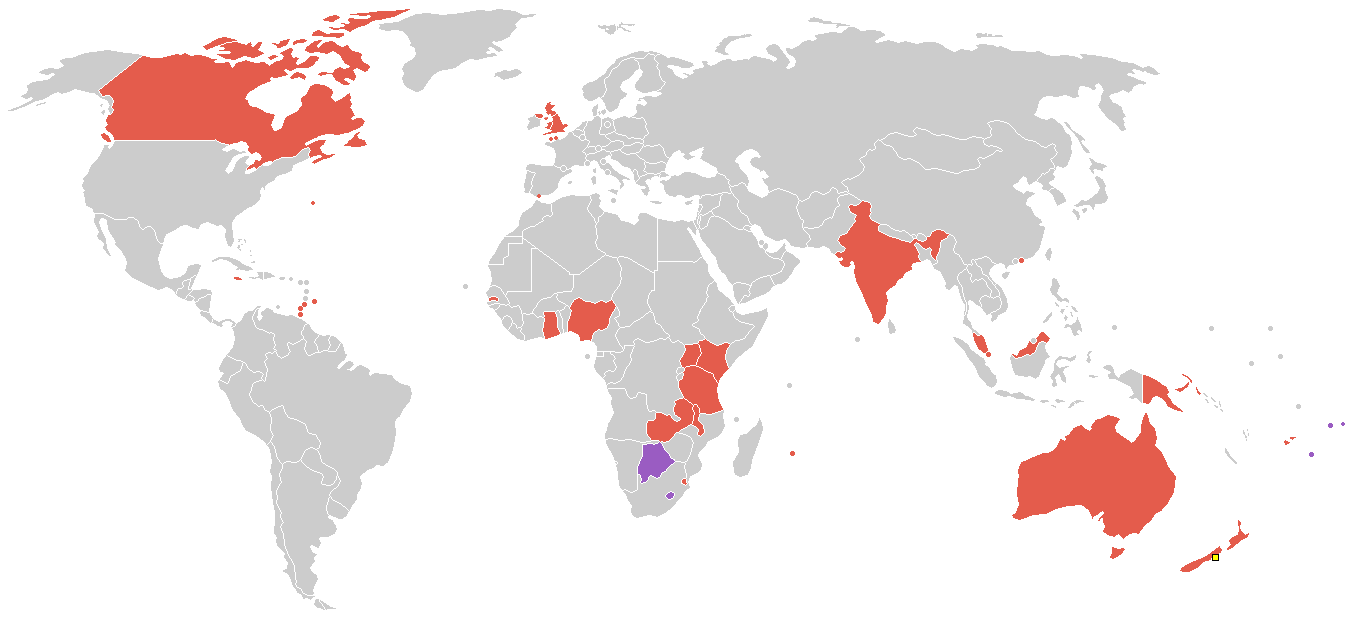
Nazioni partecipanti

- Saint Vincent e Grenadine
- Scozia
- Singapore
- Swaziland
- Tanzania
- Tonga
- Gambia
- Trinidad e Tobago
- Uganda
- Galles
- Samoa Occidentali
- Zambia

## Medagliere
| Posiz. | Nazione                   | Oro | Argento | Bronzo | Totale |
| ------ | ------------------------- | --- | ------- | ------ | ------ |
| 1      | Australia                 | 29  | 28      | 25     | 82     |
| 2      | Inghilterra               | 28  | 31      | 21     | 80     |
| 3      | Canada                    | 25  | 19      | 18     | 62     |
| 4      | Nuova Zelanda             | 9   | 8       | 18     | 35     |
| 5      | Kenya                     | 7   | 2       | 9      | 18     |
| 6      | India                     | 4   | 8       | 3      | 15     |
| 7      | Scozia                    | 3   | 5       | 11     | 19     |
| 8      | Nigeria                   | 3   | 3       | 4      | 10     |
| 9      | Irlanda del Nord          | 3   | 1       | 2      | 6      |
| 10     | Uganda                    | 2   | 4       | 3      | 9      |
| 11     | Giamaica                  | 2   | 1       | 0      | 3      |
| 12     | Galles                    | 1   | 5       | 4      | 10     |
| 13     | Ghana                     | 1   | 3       | 5      | 9      |
| 14     | Zambia                    | 1   | 1       | 1      | 3      |
| 15     | Malaysia                  | 1   | 0       | 3      | 4      |
| 16     | Tanzania                  | 1   | 0       | 1      | 2      |
| 17     | Saint Vincent e Grenadine | 1   | 0       | 0      | 1      |
| 18     | Trinidad e Tobago         | 0   | 1       | 1      | 2      |
| 18     | Samoa Occidentali         | 0   | 1       | 1      | 2      |
| 20     | Singapore                 | 0   | 0       | 1      | 1      |
| 20     | Swaziland                 | 0   | 0       | 1      | 1      |
| Totale | Totale                    | 121 | 121     | 132    | 374    |